# Лена Богдановић
Лена Богдановић (Нови Сад, 29. децембар 1974) српска је глумица.

## Биографија
Лена Богдановић је завршила Карловачку гимназију, а глуму дипломирала на Академији уметности у Новом Саду, 1997. године у класи професора Бранка Плеше. Кћерка је новинара Душка Богдановића.
Од 1997. до 2000. године била је члан ансамбла Позоришта младих у Новом Саду, а од 2000. године ансамбла драме Српског народног позоришта.
Игра и на филму и телевизији. Била је учесница  шоуа који се емитовао на Првој српској телевизији Плес са звездама.

## Филмографија
| Год.       | Назив                            | Улога              |
| ---------- | -------------------------------- | ------------------ |
| 1990.-те   |                                  |                    |
| 1999.      |                                  | Девојка            |
| 2000.-те   |                                  |                    |
| 2000.      | L' Impero                        |                    |
| 2000.      | Il Furto del tesoro              | Нунзиа             |
| 2001.      | Све је за људе                   | Розамунда          |
| 2003.      | 011 Београд                      |                    |
| 2004.      | Матилда                          |                    |
| 2004.      | Да није љубави, не би свита било | Докторка           |
| 2005.      | Поглед са Ајфеловог торња        | Ирена              |
| 2005.      | Потера за срећ(к)ом              | Спикерка           |
| 2005.      | Идеалне везе                     | Докторка Ивана     |
| 2006.      | Три линије љубави                | Водич              |
| 2007.      | Аги и Ема                        | ујна               |
| 2007.      | Оно наше што некад бејаше        | примадона          |
| 2007-2008. | Завера                           | Јана Царић         |
| 2008.      | Милош Бранковић                  | Соња               |
| 2009.      | Друг Црни у НОБ-у                | Другарица Розалија |
| 2009.      | Ђавоља варош                     | Марна              |
| 2010.-те   |                                  |                    |
| 2010.      | Српски филм                      | докторка           |
| 2010.      | Плави воз                        | директорка школе   |
| 2012.      | Доктор Реј и ђаволи              | Нада               |
| 2012.      | Плави воз (ТВ серија)            | директорка школе   |
| 2011-2015. | Жене са Дедиња                   | Алиса Велебит      |
| 2018.      | Истине и лажи                    | Зора               |
| 2019.      | Погрешан човек                   | Соња Иванов        |
| 2022-2023. | Од јутра до сутра                | Симонида           |

## Позориште
- Александар Пушкин: „Евгеније Оњегин“;
- Јован Стерија Поповић: „Женидба и удадба“;
- Тенеси Вилијамс: „Трамвај звани жеља“;
- Даница, Бранислав Нушић: „Ожалошћена породица“, режија Дејан Мијач;
- Милева, Милош Николић: „Светислав и Милева“, режија Воја Солдатовић;
- флаута, Жан Ануј: „Женски оркестар“, режија Воја Солдатовић;
- Рада, Весна Радовановић: „The grateful alive“, режија Милош Пушић;
- Лизет, Иван Лалић: „Љубав у Савамали“, режија Даријан Михајловић.[1]